# Llinda i finestra de Cal Bolero
La Llinda i finestra de Cal Bolero és una obra d'Argentona (Maresme) protegida com a Bé Cultural d'Interès Local.

## Descripció
Antiga casa de cós entre mitgeres, de planta baixa i pis.
A inicis del segle XXI es va enderrocar la casa i es van construir tres habitatges unifamiliars, conservant-se la llinda i la finestra de l'antiga casa.
Del portal tan sols es conserva la llinda, de pedra granítica, en la qual hi ha gravada la data: 17 07 (actualment repintada de negre) i enmig de les dates unes tisores, simbol de l'ofici de sastre de qui deuria construir la casa, amb una petita estructura antropomorfa a sobre.
Pel que fa a la finestra, també de pedra granítica, presenta una llinda amb un relleu gòtic, tot i que no es correspon amb la data de la casa ni del carrer.